# Hook Head

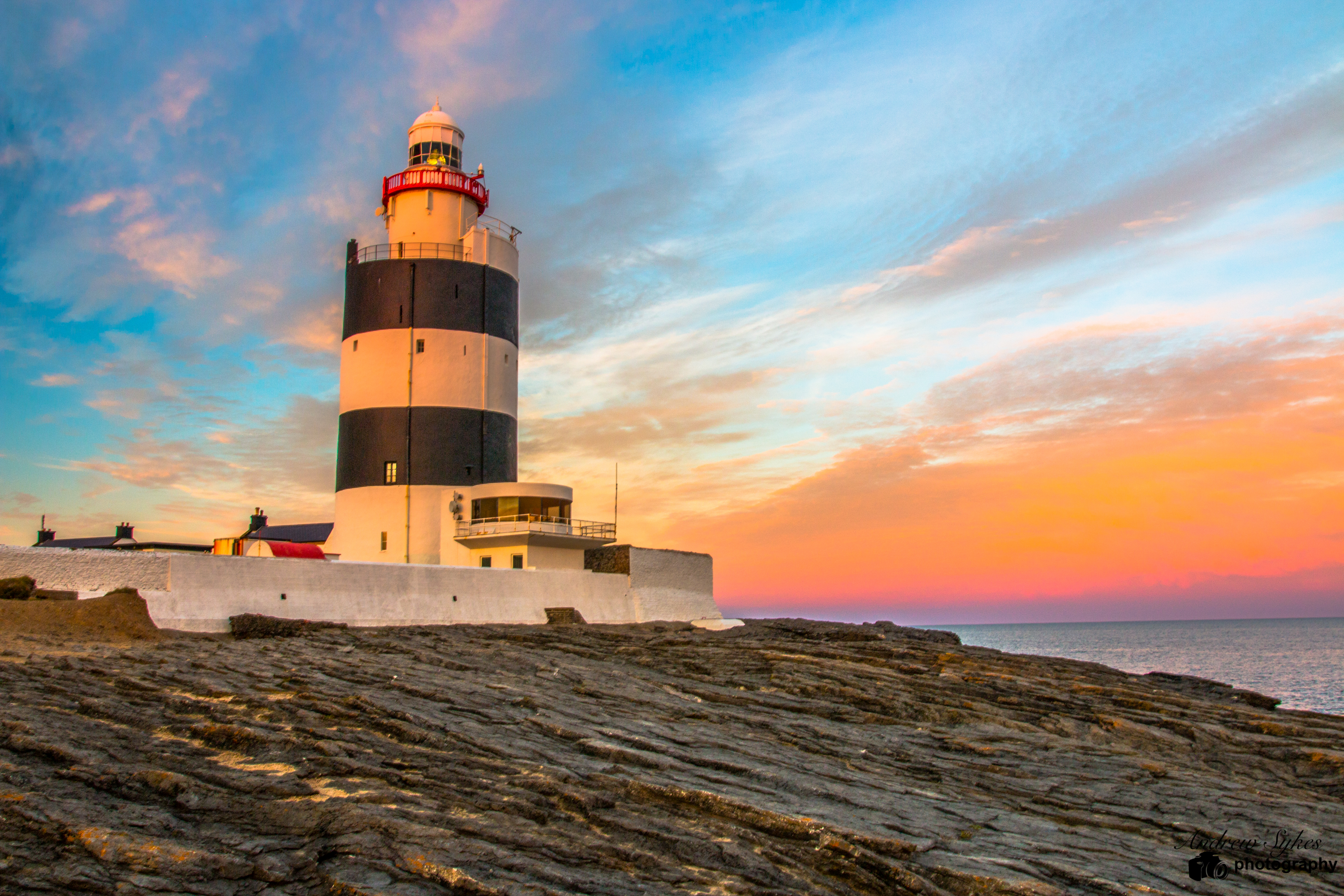
alba a Hook head

Hook head è una penisola della contea di Wexford in Irlanda. Fa parte della penisola di Hook ed è adiacente alla storica cittadina di Loftus Hall. Si trova sulla strada R734, a 50 chilometri dalla città di Wexford. Secondo alcuni studiosi, l'espressione inglese “by hook or crooke”, traducibile come "con ogni mezzo", trarrebbe origine proprio in riferimento alla volontà di Oliver Cromwell di conquistare questa penisola. In irlandese il suo nome era originariamente Rinn Dubháin.

## Faro
Sulla penisola è attivo il faro di Hook Head. I primi monaci insediati sulla penisola, nell’810, secondo una trazione, avrebbero eretto una costruzione su cui veniva mantenuto sempre acceso un fuoco per aiutare i naviganti.